# Storstockholms Lokaltrafik

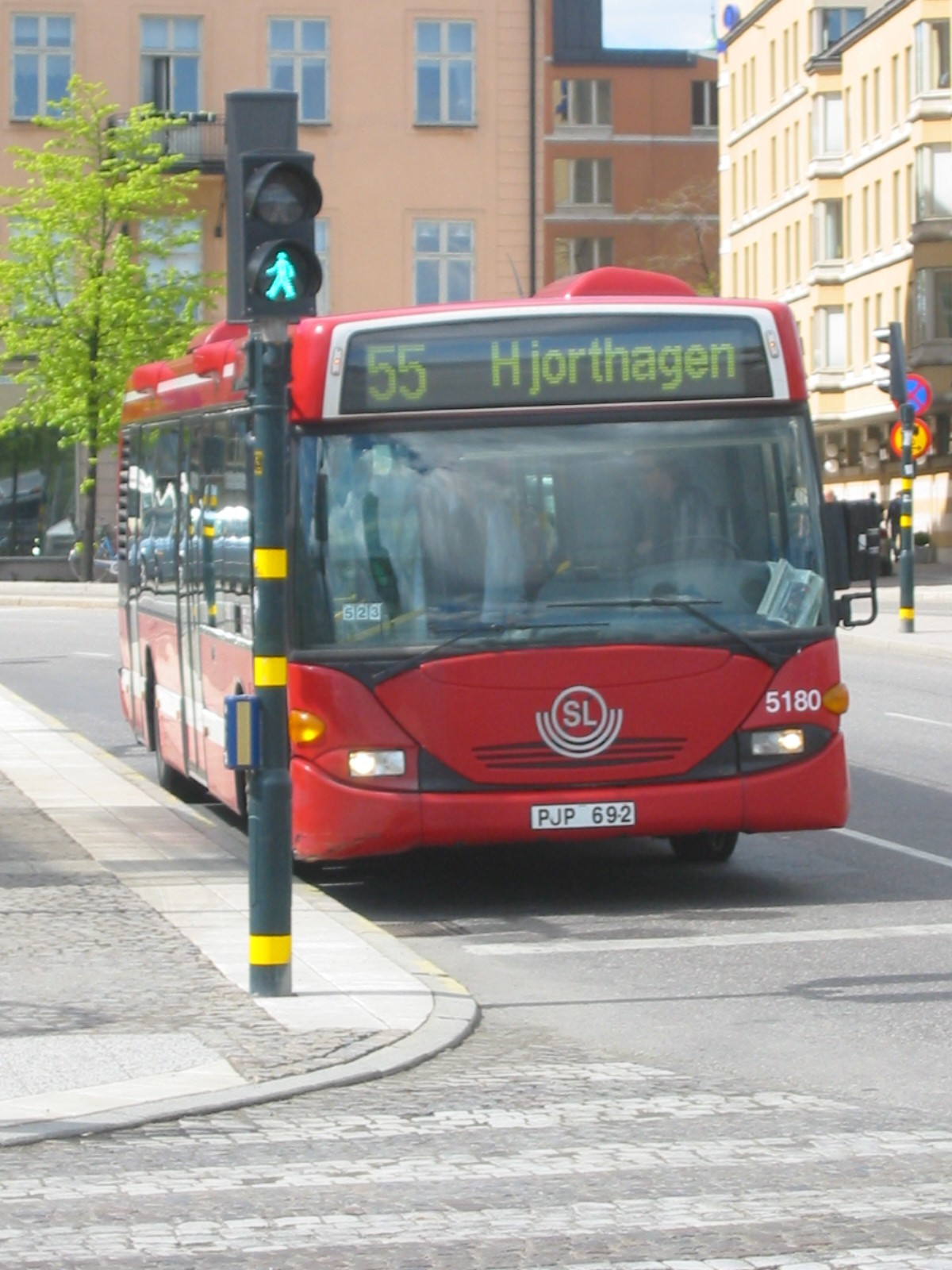
Autobus Scania AB della SL n. 5180 sulla linea 55

La Storstockholms Lokaltrafik AB, o semplicemente SL, è l'autorità che organizza i trasporti pubblici (autobus, metropolitana, tram e treni) urbani della regione della capitale svedese Stoccolma (Stockholms län).

## Storia
Fu fondata con la denominazione di "Stockholms Spårvägar", la quale iniziò la propria attività nel 1915 con lo scopo di municipalizzare due precedenti reti tranviarie private.
L'azienda assunse l'attuale nome nel 1967, quando i servizi di metropolitana, treni locali e autobus furono riuniti in un'unica organizzazione, sotto la supervisione del Consiglio della contea locale.
La SL giudica la qualità dei servizi offerti all'utenza e concede i diritti alle imprese private (al 2005 Veolia Transport per la metropolitana e Busslink per gli autobus) che gestiscono i trasporti, anche sovvenzionandole secondo i bisogni.

## Economia
Il capitale di SL, società anonima, è pubblico ed è gestito dal Consiglio della Grande Stoccolma.